# 55e méridien ouest
En géographie, le 55e méridien ouest est le méridien joignant les points de la surface de la Terre dont la longitude est égale à 55° ouest.

## Géographie

### Dimensions
Comme tous les autres méridiens, la longueur du 55e méridien correspond à une demi-circonférence terrestre, soit 20 003,932 km. Au niveau de l'équateur, il est distant du méridien de Greenwich de 6 123 km,.
Avec le 125e méridien est, il forme un grand cercle passant par les pôles géographiques terrestres.

### Régions traversées
En commençant par le pôle Nord et descendant vers le sud au pôle Sud, Le 55e méridien ouest passe par:
| Coordonnées          | Pays, territoire ou mer | Notes |
| -------------------- | ----------------------- | --- |
| 90° 00′ N, 55° 00′ O | Océan Arctique          | |
| 83° 36′ N, 55° 00′ O | Mer de Lincoln          | |
| 82° 20′ N, 55° 00′ O | Groenland               | Péninsule Nyeboe (en)                                                                                    |
| 71° 26′ N, 55° 00′ O | Mer de Baffin           | |
| 70° 29′ N, 55° 00′ O | Groenland               | île Île Hareoen (en)                                                                                     |
| 70° 24′ N, 55° 00′ O | Mer de Baffin           | |
| 70° 00′ N, 55° 00′ O | Détroit de Davis        | Passe juste à l'ouest de l'île Disko, Groenland (à 69° 42′ N, 54° 59′ O)                                 |
| 60° 00′ N, 55° 00′ O | Océan Atlantique        | Mer du Labrador Une portion sans nom de l'océan Baie Notre-Dame                                          |
| 49° 33′ N, 55° 00′ O | Canada                  | Terre-Neuve-et-Labrador — les îles Exploits et les îles de Terre-Neuve                                   |
| 47° 25′ N, 55° 00′ O | Baie Fortune            | |
| 47° 30′ N, 55° 00′ O | Canada                  | Terre-Neuve-et-Labrador — Péninsule de Burin sur l'île de Terre-Neuve                                    |
| 47° 17′ N, 55° 00′ O | Océan Atlantique        | |
| 6° 00′ N, 55° 00′ O  | Suriname                | Passe juste à l'est de Paramaribo                                                                        |
| 2° 35′ N, 55° 00′ O  | Brésil                  | Pará Mato Grosso — à partir de 9° 33′ S, 55° 00′ O Mato Grosso do Sul — à partir de 17° 38′ S, 55° 00′ O |
| 23° 57′ S, 55° 00′ O | Paraguay                | |
| 26° 47′ S, 55° 00′ O | Argentine               | |
| 27° 47′ S, 55° 00′ O | Brésil                  | Rio Grande do Sul                                                                                        |
| 31° 18′ S, 55° 00′ O | Uruguay                 | |
| 34° 55′ S, 55° 00′ O | Océan Atlantique        | |
| 60° 00′ S, 55° 00′ O | Océan Austral           | |
| 61° 02′ S, 55° 00′ O | Îles Shetland du Sud    | Île de l'Éléphant — Liste des territoires par l' Argentine, le Chili et le Royaume-Uni                   |
| 61° 08′ S, 55° 00′ O | Océan Austral           | Passe juste à l'est de l'Île Joinville, Antarctique (à 63° 18′ S, 55° 01′ O)                             |
| 76° 30′ S, 55° 00′ O | Antarctique             | Territoire Liste des territoires par l' Argentine, le Chili et le Royaume-Uni                            |